# Mathilde
 For alternative betydninger, se Mathilde (flertydig). (Se også artikler, som begynder med Mathilde)
Mathilde, Matilde eller Mathilda er et pigenavn af tysk herkomst. Navnet er sammensat af oldhøjtysk maht (magt, kraft, styrke) og hiltia (kamp).
I Danmark er formen "Mathilde" mest udbredt med 10968 bærere (1.1.2012), mens de andre former er langt mindre almindelige (Matilde 2593, Mathilda 149 og Matilda 116)

## Kendte personer med navnet
- Mathilde, dansk sanger og musiker.
- Matilde Bajer, dansk kvindesagsforkæmper.
- Matilde Camus, spansk digter.
- Mathilde Fibiger, dansk forfatter og kvindesagsforkæmper.
- Mathilde Arcel Fock, dansk børneskuespiller.
- Mathilde Malling Hauschultz, dansk politiker og overretssagfører.
- Mathilde Nielsen, dansk skuespiller.
- Mathilde Norholt, dansk skuespiller.

## Navnet anvendt i fiktion
- Matilda er titlen på en amerikansk film fra 1996 af Danny DeVito baseret på Roald Dahls bog af samme navn.
- Matilde di Shabran er en italiensk opera fra 1821 af Gioachino Rossini.

## Andre anvendelser
- Mathildeprisen er navnet på en pris opkaldt efter Mathilde Fibiger.
- Mathildeordenen er en dansk orden indstiftet af dronning Caroline Mathilde.
- Mathilda var navnet på en britisk kampvognstype brugt under 2. verdenskrig.
- Matilde er navnet på en klassisk kakaomælk produceret af Arla Foods på Esbjerg Mejeri.